# Muscari comosum
Il lampascione o lampagione, detto anche bulboide lampocomoro, cipolla canina, cipolletta calabrese, cipollaccia turchina, cervellino, cipollaccio col fiocco o giacinto dal pennacchio (Muscari comosum (L.) Mill.) è una pianta erbacea della famiglia delle Asparagacee, diffusa nelle regioni mediterranee.

## Descrizione

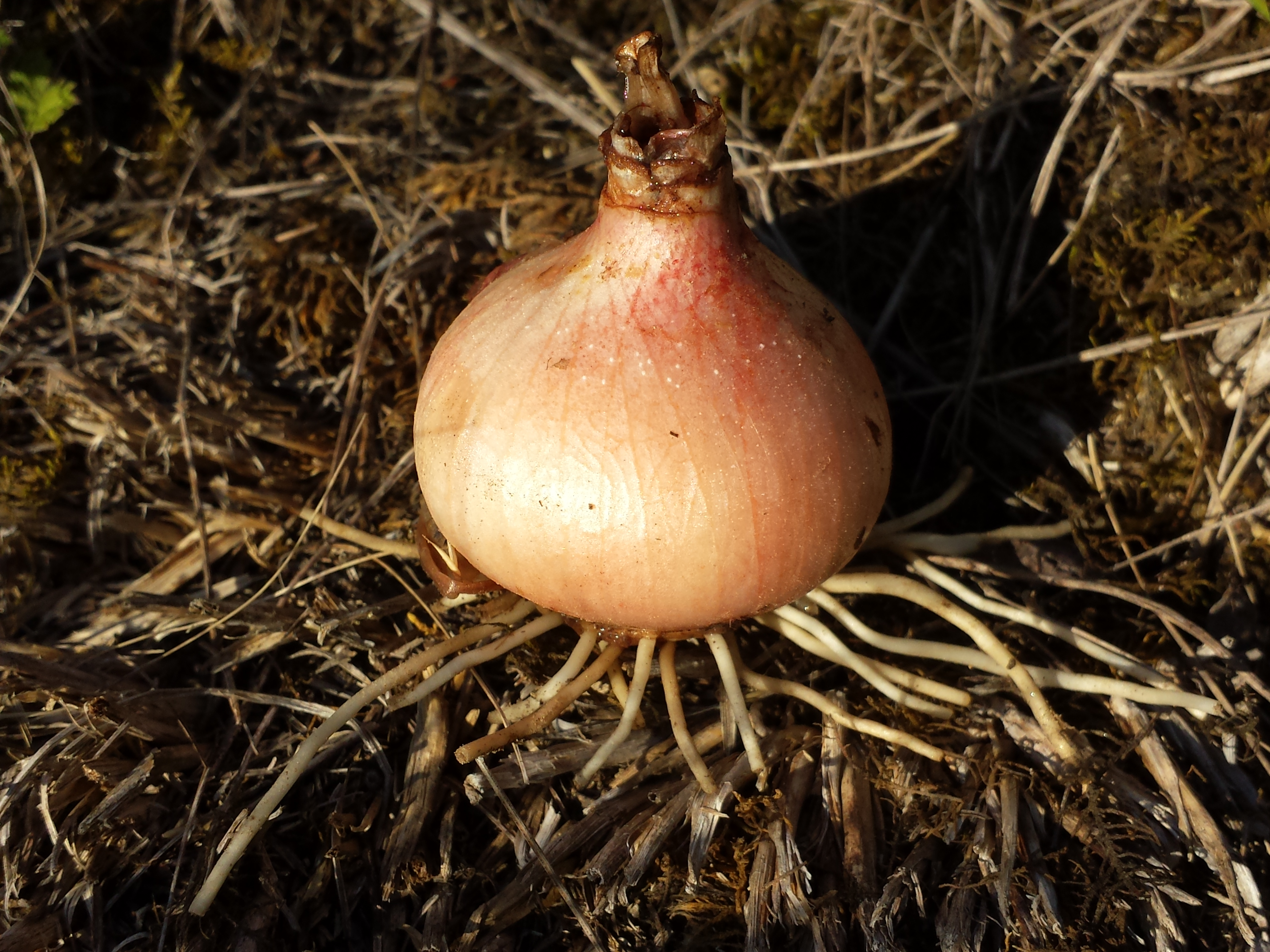
Bulbo di lampascione

Il lampascione ha un ciuffo di fiori sterili di colore blu brillante o blu-violetto sopra fiori fertili verde-brunastri, che si aprono da gemme blu scuro; queste ricordano un candelabro menorah. Questo ciuffo dà origine al nome "giacinto dal pennacchio". Lo stelo del fiore è alto circa 20–60 cm; i singoli fiori sono sorretti da lunghi piccioli, di colore viola nel caso dei fiori sterili superiori. I fiori fertili maturi sono lunghi 5–10 mm o più e sono a forma di campana.
Le foglie lineari sono larghe 5–15 mm, con un canale centrale.
Il lampascione si naturalizza facilmente e può diventare invasivo. Si è diffuso verso nord rispetto alla sua distribuzione originaria, comparendo ad esempio nelle isole britanniche nel XVI secolo.
I fiori della sua pianta sbocciano a fine inverno e sono persistenti fino all'estate.
Il bulbo globuloso di tale pianta, ricco di sali minerali e che cresce a 12-20 cm circa nel sottosuolo, è simile a una piccola cipolla di sapore amarognolo ed è consumato specialmente nell'Italia meridionale, particolarmente in Basilicata, Puglia e Calabria.

## Distribuzione e habitat
L'areale di distribuzione della specie si estende dal Nordafrica al Medio Oriente (Turchia, Siria, Iraq, Iran) a gran parte dell'Europa meridionale e centrale. Cresce in garighe, macchia mediterranea, lande rocciose, praterie semisecche rocciose-ghiaiose, campi, vigneti e margini di foreste secche. Questa specie vive ad altitudini fino a 2.200 metri nelle regioni più meridionali. La specie è stata introdotta in Danimarca e Gran Bretagna.

## Usi
Il lampascione, nella cucina tradizionale lucana, pugliese e calabrese, si prepara dopo aver ripulito i singoli bulbi di ogni traccia di terra e di radici, e dopo averli tenuti in acqua per diverse ore dopo una preventiva rapida bollitura per consentir loro di perdere il liquido amaro che caratterizza il loro sapore.
I bulbi vanno cucinati interi, ma dopo averli intaccati nella parte inferiore (quella più larga) con un coltello, in maniera diversa a seconda della preparazione, che può essere in padella semplice, in padella con le uova o sott'olio.
Nei primi due casi andranno incisi con numerosi tagli perpendicolari a formare una stella dalle molte punte, di modo che durante la cottura possano aprirsi come piccoli fiori. In tal modo possono essere stufati in padella con un coperchio, aggiungendo solo olio e poco sale, e schiacciandoli leggermente col dorso di una forchetta, oppure soffritti (poco), poi schiacciati leggermente con la forchetta e infine uniti alle uova sbattute con la sola aggiunta di un pizzico di sale.
Incisi invece con una semplice croce, i lampascioni possono essere bolliti in acqua e aceto (una parte di acqua e una di aceto) con l'aggiunta di circa due pugni di sale grosso per 5 litri d'acqua. Una volta raffreddati potranno essere posti in olio di oliva senza altri aromi, o con l'aggiunta di aromi quali timo, origano e peperoncino o,meglio, aglio tagliato a dadini e foglioline di menta.
Si tratta di un prodotto che in tutte le preparazioni va cucinato con molta semplicità, poiché il già forte sentore di amaro è sufficiente a dargli il tipico carattere.
I lampascioni hanno un profumo dolciastro e aromatico, e un sapore che coniuga una decisa nota amara con un retrogusto dolce molto rotondo e delicato.

## Riconoscimenti
I lampascioni sono riconosciuti come uno dei prodotti agroalimentari tradizionali italiani di Basilicata e Puglia.

## Galleria d'immagini

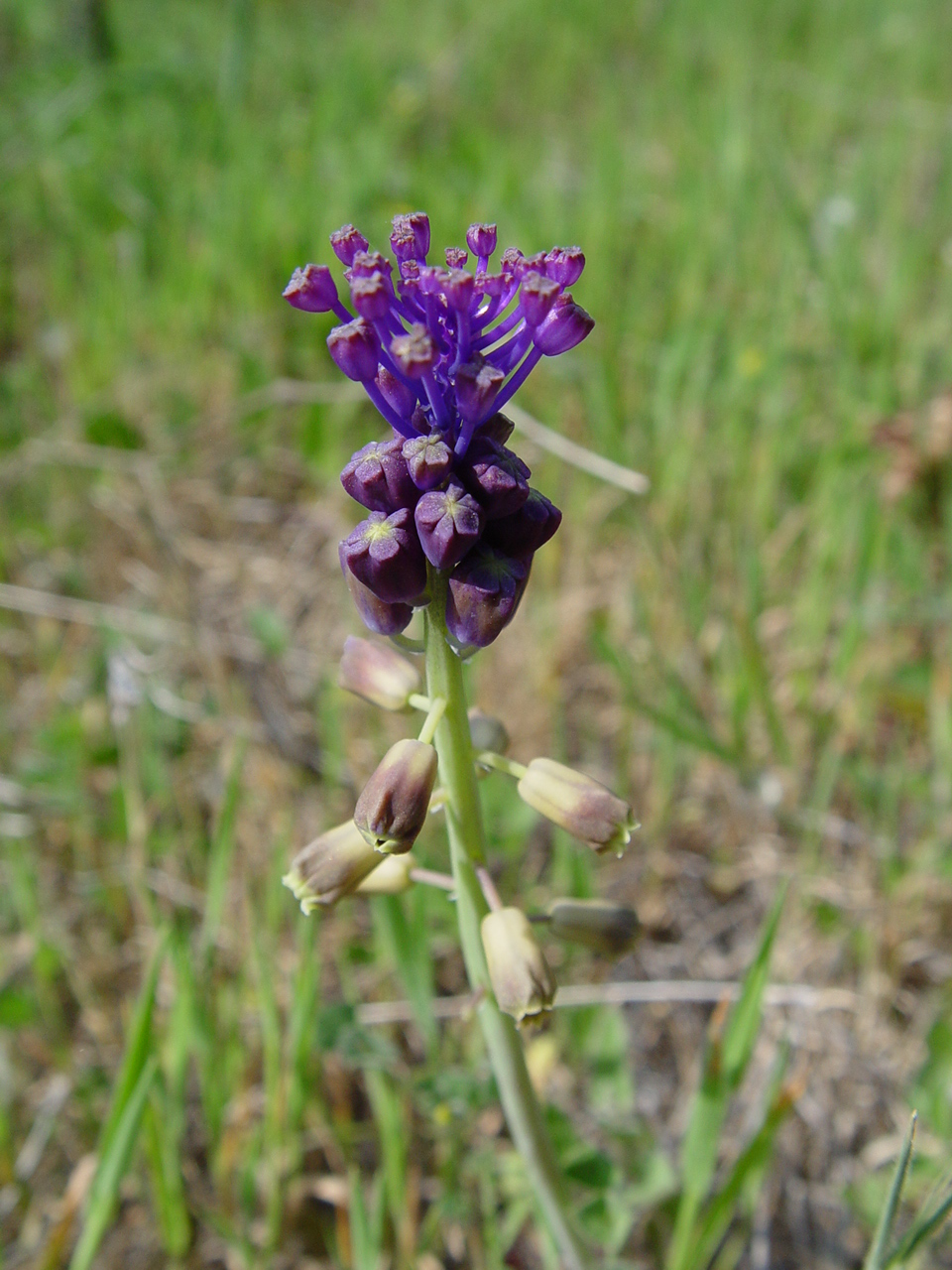
Fiore
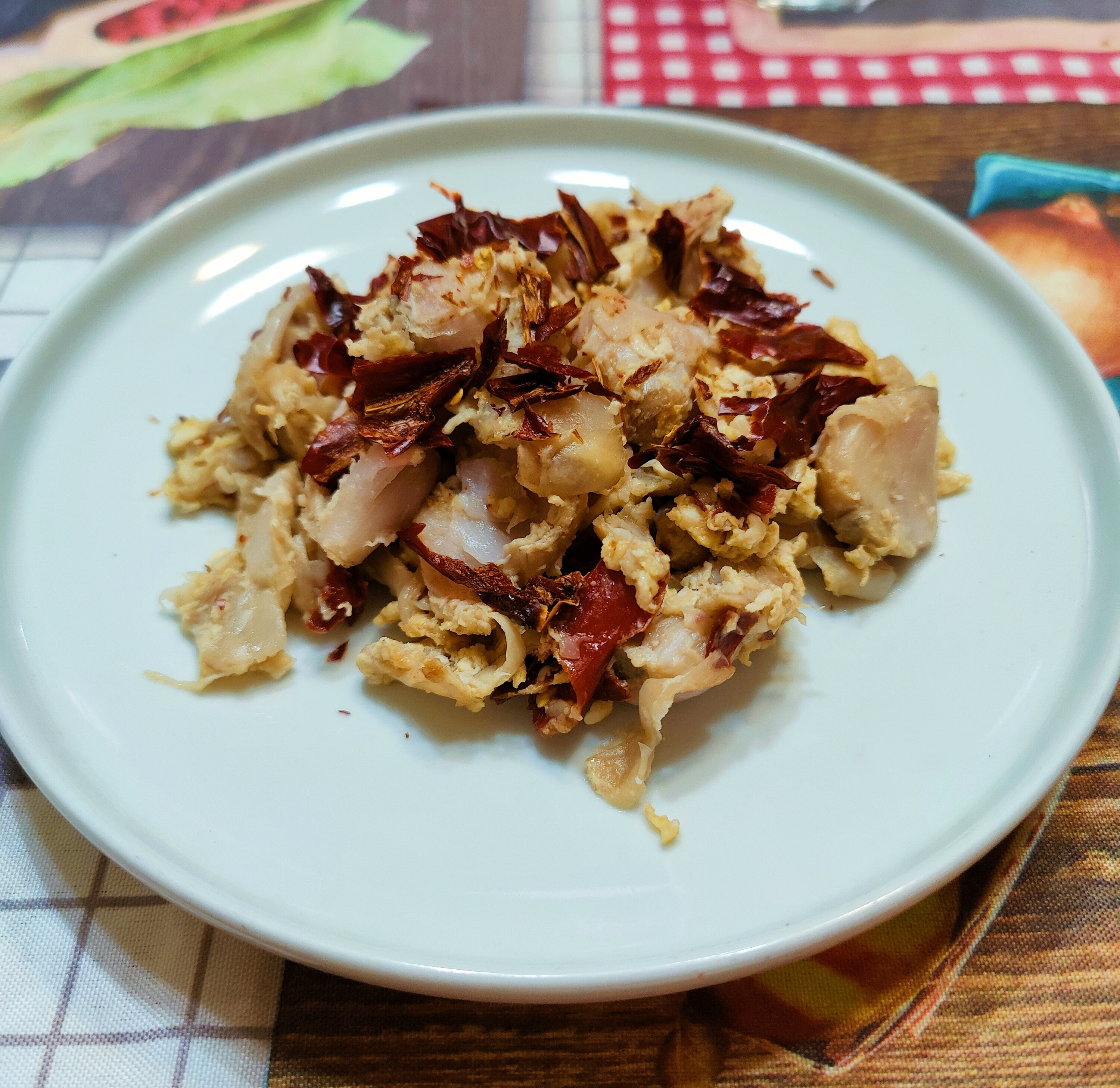
Lampascioni alla lucana, con uova strapazzate e peperoni cruschi